# Peter Hartwig
Peter Hartwig (* 27. März 1964 in Potsdam-Babelsberg) ist ein deutscher Filmproduzent und Filmproduktionsleiter.

## Leben
Peter Hartwig absolvierte zunächst eine Lehre als Offsetdrucker. An der Hochschule für Film und Fernsehen Babelsberg studierte er Film- und Fernsehwirtschaft und war als Aufnahmeleiter beim DEFA-Studio für Spielfilme beschäftigt. Seit Anfang der 1990er Jahre ist er als Produktionsleiter und Produzent deutscher Film- und Fernsehproduktionen tätig. Er arbeitet oft für die Regisseure Andreas Dresen und Tim Trageser.
Seit 2010 ist er auch als Standfotograf aktiv.
Für den Film Systemsprenger wurde er 2019 mit dem Bayerischen Filmpreis und 2020 mit dem Deutschen Filmpreis ausgezeichnet.

## Filmografie (Auswahl)
- 1997: Raus aus der Haut
- 2007: An die Grenze
- 2009: Haus und Kind
- 2012: Polizeiruf 110: Schuld
- 2014: Neufeld, mitkommen!
- 2017: Ohne diese Welt (Dokumentarfilm)
- 2019: Systemsprenger